# 貝赫蓋塔
貝赫蓋塔（Bereketa）為位在馬達加斯加的城鎮，由阿齊莫-安德列發那區薩卡拉哈縣（Sakaraha District）管轄。2001年人口普查估計該城鎮人口約有6,000人。
該城鎮的教育機構設有小學和初級中學。該城鎮的居民主要從事農業，佔勞動人口的60%，另外有30%的居民從事畜牧業。木薯為該城鎮最主要的作物，而其他主要作物還有玉米以及稻米等。另外從事服務業和漁業的居民各佔該城鎮勞動人口的5%。